# 莱斯特·詹姆斯·派里斯

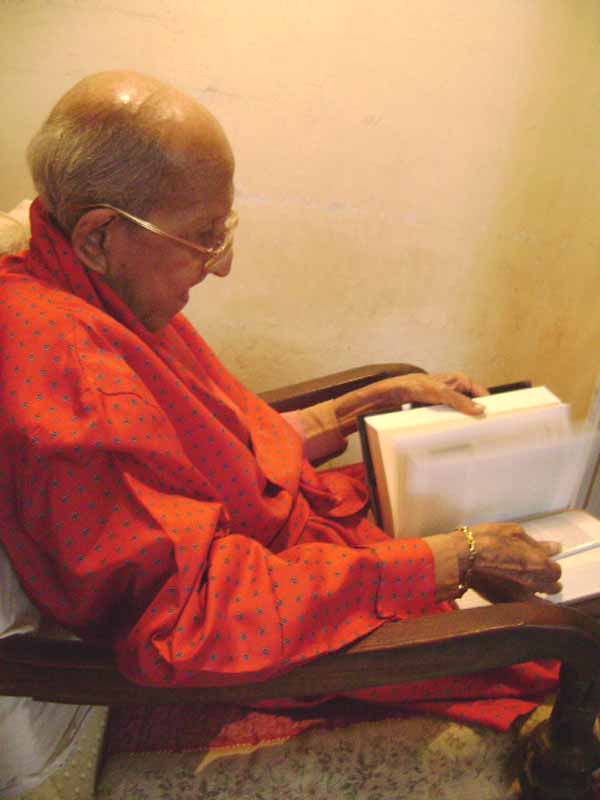
莱斯特·詹姆斯·派里斯

莱斯特·詹姆斯·派里斯 (1919年4月5日—2018年4月29日）是斯里兰卡电影导演、编剧和电影制片人。 他生于代希瓦勒-芒特拉维尼。他執導的影片是斯里兰卡第一部角逐奥斯卡金像奖的电影。 